# El Real de Gandia
El Real de Gandia (em valenciano e oficialmente) ou Real de Gandía (em castelhano) é um município da Espanha na província de Valência, Comunidade Valenciana. Tem 6,1 km² de área e em 2021 tinha 2 551 habitantes (densidade: 418,2 hab./km²).

## Demografia
| Variação demográfica do município entre 1991 e 2004 | Variação demográfica do município entre 1991 e 2004 | Variação demográfica do município entre 1991 e 2004 | Variação demográfica do município entre 1991 e 2004 |
| --------------------------------------------------- | --------------------------------------------------- | --------------------------------------------------- | --------------------------------------------------- |
| 1991                                                | 1996                                                | 2001                                                | 2004                                                |
| 1902                                                | 1802                                                | 1870                                                | 1892                                                |